# 미스터리 멜로 금요일의 여인
《미스터리 멜로 금요일의 여인》는 대한민국의 KBS에서 1993년 5월 7일부터 1994년 10월 7일까지 1년 5개월간을 방송됐던 단막극과 미니시리즈 형식 프로그램(텔레비전 드라마)이며 시즌 1화 '벼랑 끝에 선 여자'에서는 MBC 공채 출신 최명길이 등장했고 이 당시 KBS는 최명길 음정희 등 톱스타들을 데려오기 위해 대규모 물량작전을 펼쳤으나 "출연료 인플레 현상"을 부채질한다는 비난을 받아왔으며 시즌 12화(나현희의 검은 실루엣)부터 <금요일의 여인> 제목을 뗀 대신 <미스터리 멜로>로 제목이 나갔다.
한편, 시즌 14화의 제목은 당초 '이승연의 천사없는 천국'이었지만 이승연이 선배 정애리의 비중이 더 크다며 정애리 이름을 넣어줄 것을 간청하여 '정애리의 천사없는 천국'으로 변경됐고 해당 프로그램 포함 평일 오후 9시 50분이 모두 드라마 일색으로 나열되어 "드라마를 좋아하는 시청자나 드라마에 별 흥미를 느끼지 않는 시청자들을 곤혹스럽게 만들었다"는 혹평을 받아왔다.
아울러, 우리 실정에 맞지 않은 외국영화 줄거리를 그대로 모방하여 무리한 극 전개로 일관했다는 지적을 샀다.

## 방송 시간
| 방송 채널 | 방송 기간                          | 방송 시간                   |
| KBS 2TV   |                                    |                             |
| --------- | ---------------------------------- | --------------------------- |
| KBS 2TV   | 1993년 5월 7일 ~ 1993년 10월 15일  | 매주 금요일 밤 9:25 ~ 10:20 |
| KBS 2TV   | 1993년 10월 22일 ~ 1994년 2월 17일 | 매주 금요일 밤 9:35 ~ 10:30 |
| KBS 2TV   | 1994년 2월 24일 ~ 1994년 10월 14일 | 매주 금요일 밤 9:55 ~ 10:50 |

## 에피소드 목록

### 1993년
시즌 제1화 최명길의 '벼랑 끝에 선 여자'
- 방송 일시 : 1993년 5월 7일 ~ 5월 28일 (4부작)
- 출연진

최명길,최상훈,독고영재,박근형,김용건,김형자,송경철,故한경선,하대경,고대준,곽근아,이한위,황덕재,김대환,김하균,문홍식,이원직,송경희,이상준
시즌 제2화 한혜숙의 '호수의 눈물'
- 방송 일시 : 1993년 6월 4일 ~ 6월 25일 (4부작)
- 출연진

한혜숙,정락희,김승환,김동현/우정출연:윤일봉
시즌 제3화 이경진의 '마지막 한달'
- 방송 일시 : 1993년 7월 2일 ~ 7월 23일 (4부작)
- 출연진

이경진,한진희,김기섭,故남윤정,노경주,故김성찬,안형식,윤철형,이서우,이현정,송나영 김덕현,이종국,김도은,백경미,박혜숙
시즌 제4화 염정아의 '여름 장미'
- 방송 일시 : 1993년 7월 30일 ~ 8월 20일 (4부작)
- 출연진

염정아, 故태민영, 선우재덕, 김세준, 강민영, 윤아, 이치우, 이신재, 장항선, 유종근, 윤용덕, 김동년, 한정국, 원석연, 고아라, 김준모, 김성수, 방숙례
시즌 제5화 홍리나의 '위험한 선택'
- 방송 일시 : 1993년 8월 27일 ~ 9월 17일 (4부작)
- 출연진

홍리나,박준규,천호진,추영미,반효정,김승환,장광,故기정수,김진오,조성숙,문풍지,이필수,김대환,이원직,함석훈,최상길,김태형,손종범,정미숙,윤재진,故김순철,김을동,김종결,박영숙,오경은,김선화,박시영,방숙례,곽정희,김현성,故박노식,장정국
시즌 제6화 선우은숙의 '무지개 사냥'
- 방송 일시 : 1993년 9월 24일 ~ 10월 15일 (4부작)

시즌 제7화 김민자의 '머나먼 여로'
- 방송 일시 : 1993년 10월 22일 ~ 11월 12일 (4부작)

시즌 제8화 강문영의 '어둠속의 미소'
- 방송 일시 : 1993년 11월 19일 ~ 12월 10일 (4부작)
- 출연진

강문영,故남성훈(권성준),故기정수,윤용덕,故이일재,조민희,사미자,故장학수,김봉근,홍영자,황민,봉혜선,차재홍,고진학,윤성은,故석광렬,오영순
시즌 제9화 나영희의 '여자는 사랑하거나 증오한다'
- 방송 일시 : 1993년 12월 17일 ~ 12월 31일 (4부작)

### 1994년
시즌 제10화 남주희의 '욕망의 덫'
- 방송 일시 : 1994년 1월 7일 ~ 1월 28일 (4부작)
- 극본 : 유우제 / 연출 : 최지민, 조연출 : 장두규, 권순형
- 출연진 :

남주희, 정욱, 홍성민, 김용선, 박시영,
박지영, 김시원, 전원주, 정대홍, 임현식,
김건호, 김찬우, 이진우, 장항선, 임경옥,
홍순창, 문회원, 이경심, 이주나, 안문숙,
박상조, 주현, 나성균, 박규채, 김기현 외
시즌 제11화 이미영의 '불나비의 외출'
- 방송 일시 : 1994년 2월 4일 ~ 2월 25일 (4부작)
- 극본 : 고성의 / 연출 : 문영진, 조연출 : 강석무
- 출연진 :

이미영, 한경선, 강세란, 김효원, 김승환,
천호진, 권미혜, 반문섭, 이일웅, 김형일,
김하균, 김원배, 조민희, 김환교, 정태섭,
송영웅, 김현아, 김동수, 이병철, 박은수,
정동남, 정명환, 김철성, 김인문, 손호균 외
시즌 제12화 나현희의 '검은 실루엣'
- 방송 일시 : 1994년 3월 4일 ~ 3월 25일 (4부작)
- 극본 : 유우제 / 연출 : 김영렬
- 출연진 :

나현희, 김성일, 김규철, 연규진, 김희라, 故김성찬,유퉁(유순), 고희준, 김성근, 박현정, 채유미, 김영기, 이영재, 김정균, 유루나, 강민, 이원직, 심우창, 홍영자, 류순철, 백찬기, 백현, 故이재연,이경실, 배도환, 고광우, 이경영, 양재원,고현아

시즌 제13화 김서라의 '가면유희'
- 방송 일시 : 1994년 4월 1일 ~ 4월 22일 (4부작)
- 극본 : 박성조 / 연출 : 최지민, 조연출 : 강석무
- 출연진 :

김서라, 현석, 노영국, 김문희, 김진해,
김동우, 김동완, 박영지, 이휘향, 신명철,
정경순, 홍민우, 이경호, 박시영, 김성환,
김시원, 김형자, 박세준, 이기철, 안광진 외
시즌 제14화 정애리의 '천사없는 천국'
- 방송 일시 : 1994년 4월 29일 ~ 5월 20일 (4부작)
- 극본 : 유현미 / 연출 : 허성룡, 조연출 : 노동렬
- 출연진 :

정애리, 이승연, 남성훈, 태민영, 강태기,
윤다훈, 심양홍, 이경진, 안해숙, 장기용 외
시즌 제15화 엄정화의 '잃어버린 사랑'
- 방송 일시 : 1994년 5월 27일 ~ 6월 17일 (4부작)
- 극본 : 김혜린 / 연출 : 문영진, 조연출 : 장두규, 신윤호
- 출연진 :

엄정화, 최윤석, 정운용, 오유경, 장항선,
양일민, 윤일주, 윤일봉, 고진학, 이정웅 외
시즌 제16화 송채환의 '여섯번째 비밀'
- 방송 일시 : 1994년 6월 24일 ~ 7월 15일 (4부작)
- 극본 : 윤혁민 / 연출 : 이유황, 조연출 : 노동렬
- 출연진 :

송채환, 김흥기, 홍윤정, 이신재, 이동신,
윤아, 손현주, 김영식, 문홍식, 황범식,
황효 외
시즌 제17화 김윤경의 '모성본능'
- 방송 일시 : 1994년 7월 22일 ~ 8월 12일 (4부작)
- 극본 : 이희우 / 연출 : 최지민, 조연출 : 노동렬
- 출연진 :

김윤경, 정욱, 박주아, 백인철, 윤철형,
김민정, 양희경, 정호근 외
시즌 제18화 양미경의 '함정'
- 방송 일시 : 1994년 8월 19일 ~ 9월 9일 (4부작)
- 극본 : 윤혁민 / 연출 : 김연진, 조연출 : 박성준
- 출연진 :

양미경, 박찬환, 홍여진, 남윤정, 원종례,
최상훈, 조형기, 이원종, 양동재, 허길자 외
시즌 제19화 김혜리의 '부러진 화살'
- 방송 일시 : 1994년 9월 16일 ~ 10월 7일 (4부작)
- 극본 : 이미숙 / 연출 : 최지민, 조연출 : 노동렬
- 출연진 :

김혜리, 진유영, 최란, 박준규, 김순성,
윤아, 이규준, 문창근, 김미라,
박노식, 김성원, 사미자 외

## 특이사항
- 1993년 12월 31일 - 제 9화 나영희의 '여자는 사랑하거나 증오한다'가[6] 9시 35분부터 11시 25분까지 3회 ~ 4회(최종회) 연속 편성

## 같이 보기
- 멜로드라마
- 추리물

1. ↑  강경희 (1993년 5월 9일). “KBS,톱스타 스카우트 물량공세”. 조선일보. 2024년 8월 21일에 확인함.
2. ↑  “<막간>『…검은 실루엣』주연 발탁”. 중앙일보. 1994년 3월 1일. 2025년 4월 10일에 확인함.
3. ↑  김도형 (1994년 5월 4일). “"요즘 보기드문 후배"칭찬”. 한겨레신문. 2024년 8월 21일에 확인함.
4. ↑  이희용 (1994년 5월 3일). “중복편성...TV프로 다시 극성”. 세계일보. 2024년 8월 21일에 확인함.
5. ↑  오동진 (1993년 7월 17일). “KBS-2TV「금요일의 여인」외국영화 베끼기'눈총'”. 문화일보. 2024년 8월 21일에 확인함.
6. ↑  “상숙,또다시 테러당해”. 조선일보. 1993년 12월 31일. 2025년 4월 10일에 확인함.